# What the Tortoise Said to Achilles
What the Tortoise Said to Achilles (englisch für Was die Schildkröte zu Achilles sagte) ist eine kurze Erzählung von Lewis Carroll, die erstmals 1895 in der philosophischen Zeitschrift Mind veröffentlicht wurde. Darin lässt Carroll die beiden Protagonisten aus Zenons Paradoxon Achilles und die Schildkröte ein logisches Paradoxon erörtern, das bisweilen als Inferenz-Paradoxon bekannt ist.

## Inhalt
Die Erzählung schließt sich unmittelbar an das Wettrennen zwischen Achilles und der Schildkröte an: Achilles hat die Schildkröte eingeholt. Diese fragt verwundert, wie er dies schaffen konnte, da er dazu doch unendlich viele Abschnitte durchlaufen musste. Achilles erklärt, dass die Abschnitte immer kürzer wurden, sodass er tatsächlich nur eine endliche Strecke zurücklegen musste. Daraufhin bietet die Schildkröte ihm an, von einem anderen „Rennen“ zu erzählen, das auch aus unendlich vielen Schritten besteht, diese aber immer länger werden. Sie wählt dazu einen Ausschnitt aus einem Beweis von Euklid aus dessen Elementen:
- A: Sind zwei Dinge gleich einem dritten, so sind sie einander gleich. (1. Axiom)
- B: Die zwei Seiten dieses Dreiecks sind der dritten gleich.
- Z: Die zwei Seiten dieses Dreiecks sind einander gleich.

Die Schildkröte erklärt, dass sie die Voraussetzungen A und B akzeptiert, und fordert Achilles auf, sie mit logischen Mitteln dazu zu zwingen Z zu akzeptieren.
Achilles stellt fest, dass wenn A und B wahr sind, auch Z wahr sein muss. Die Schildkröte fordert ihn auf, diese Aussage als C festzuhalten:
- C: Wenn A und B wahr sind, so ist Z wahr.

Achilles meint, dass damit alles klar wäre, doch die Schildkröte akzeptiert zwar C als wahr, weiterhin jedoch nicht Z. Achilles Einwand, sie müsse nun auch Z akzeptieren, formuliert sie nur als weitere Aussage:
- D: Wenn A und B und C wahr sind, so ist Z wahr.

Dieser Vorgang wiederholt sich ein weiteres Mal, woraufhin der Erzähler die beiden verlassen muss und erst einige Zeit später zurückkehrt. Zu diesem Zeitpunkt haben die beiden schon tausend Zwischenschritte der gleichen Art eingefügt, Achilles ist zur Erkenntnis gelangt, dass er die Schildkröte nicht von Z überzeugen können wird.

## Stil
In der Erzählung findet sich der typische Carroll’sche Nonsens wieder, der auch aus vielen seiner anderen Werke bekannt ist. Auffällig ist eine große Zahl von Anachronismen, über die sich Achilles und die Schildkröte auch bewusst sind. Weiterhin finden sich auch viele Wortspiele, darunter auch ein Zitat aus Alice im Wunderland.

## Interpretation
Das Paradoxon wurde von vielen Logikern und Philosophen behandelt. In einem Übersichtsartikel stellt Pascal Engel vier Ansätze zur Auflösung vor.
Der häufigste Ansatz liegt darin, dass zwischen den Voraussetzungen A und B und den Schlussregeln (hier Modus ponens) unterschieden werden muss. Die Schildkröte tut dies nicht und setzt damit C auf eine Stufe mit den Voraussetzungen. Aus der mit dem Ableitungsoperator in der Metasprache formulierten  Schlussregel
{\displaystyle A,B\vdash Z}
wird bei ihr somit eine Aussage in Objektsprache
{\displaystyle A\land B\to Z}
Das Paradoxon entsteht durch die unzulässige Vermischung der beiden Ebenen, bei korrekter Behandlung tritt es nicht auf. Carroll selbst vertrat diesen Ansatz ebenso wie beispielsweise Bertrand Russell.
Daneben gibt es noch weitere Ansätze: Ryle ist der Auffassung, dass die Schlussregeln gar nicht in Aussagen umformuliert werden können, da sie kein theoretisches Wissen über Aussagen beinhalten, sondern ein praktisches Wissen darüber, wie man aus Voraussetzungen Schlussfolgerungen ziehen kann. Die Schildkröte akzeptiert also offenbar die Schlussregel, die Achilles anwenden möchte, nicht. Somit gibt es für Achilles in der Tat keine Methode, die Schildkröte von Z zu überzeugen.
Quine nutzte die Erzählung, um Carnaps Versuch zu verwerfen, logische Wahrheiten aus Konventionen abzuleiten: Denn dazu müsste selbst wieder die Logik angewendet werden, was zu einem Zirkelschluss führt.
Schließlich gibt es die Interpretation, dass die Schildkröte die Schlussregel zwar als logische Wahrheit akzeptiert, in der Logik aber keinen Grund zur Handlung, also zur tatsächlichen Anerkennung der Schlussfolgerung sieht.

## Rezeption
Neben einer fachlichen Diskussion durch Logiker und Philosophen fand das Werk auch Eingang in die populärwissenschaftliche Literatur: Hofstadter verwendete die Erzählung in Gödel, Escher, Bach als eine Kapiteleinleitung und Vorbild für weitere Dialoge zwischen Achilles, der Schildkröte und weiteren Figuren.
Eine weitere Fortsetzung schrieb Simon Blackburn zum 100-jährigen Jubiläum der Erstveröffentlichung.